# Canard de Barbarie
Le canard de Barbarie (Cairina moschata), désigne la race de canards domestiques issue d'une espèce de canard sauvage américain appelé canard musqué. Bien que ce soit un oiseau originaire des régions intertropicales, il s'acclimate aux environnements tempérés et peut supporter des températures allant jusqu'en dessous de −12 °C.
La cane préfère couver dans des emplacements un peu sombres. Elle pond d'une dizaine à une vingtaine d'œufs.
L'espérance de vie d'un canard de Barbarie est entre 8 à 12 ans.
Le canard de Barbarie peut vivre en hiver à l'extérieur à une température de −20 °C. Il a survécu en Gaspésie pendant l'hiver 2016-2017.

## Description
Le mâle est beaucoup plus gros que la femelle. Le canard de Barbarie se reconnaît à la peau rouge qu'il porte sur la tête, de la base du bec jusqu'au cou, en particulier chez le mâle. De plus, celui-ci porte sur le bec une extension de peau, contrairement à la femelle. Quand il est en colère ou qu'il se sent menacé, le canard de Barbarie hérisse une crête de plume en haut de la tête.

## Comportement
Le canard de Barbarie adulte est calme et silencieux. La femelle est capable de voler en raison de son poids léger. La cane niche dans des coins abrités, parfois en hauteur (boîtes, arbres creux, greniers ouverts).

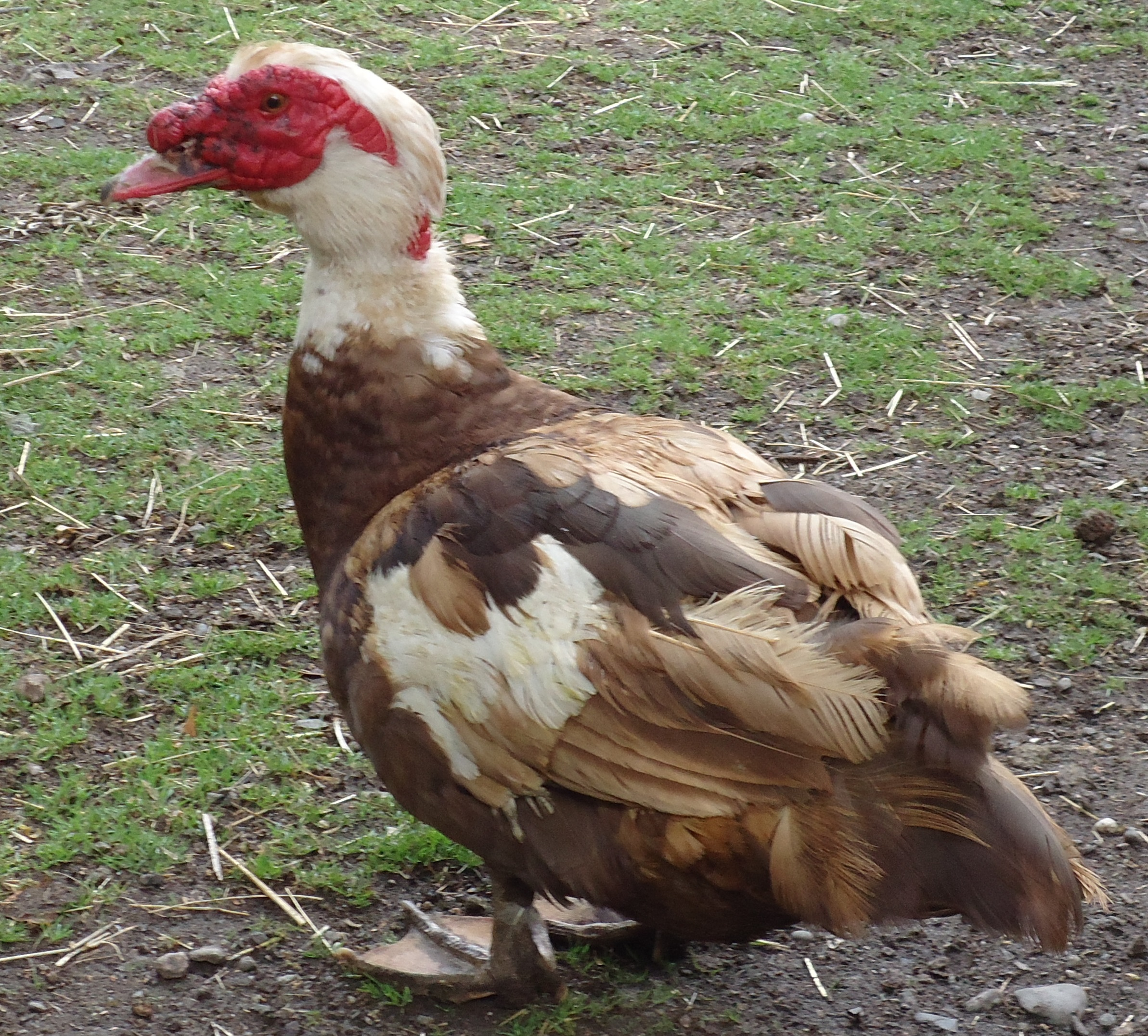
Canard de Barbarie rouge

Les mâles de cette espèce peuvent parfois se montrer agressifs pour défendre leur nourriture, leur territoire ou leur femelle. La femelle, quant à elle, n'hésite pas à attaquer les autres animaux et même l'homme pour défendre ses œufs ou ses canetons. Elle donne des coups d'ailes, elle pince, elle griffe avec ses pattes et l'ergot que possèdent ces canards sur le pouce. 
Les canards de Barbarie aiment être entourés de congénères avec lesquels ils peuvent communiquer de différentes façons : le mâle peut faire savoir à un autre qu'il n'est pas le bienvenu en émettant une sorte de sifflement sourd et saccadé, il peut également effrayer l'intrus en exécutant une sorte de danse ou il avance en baissant et levant la tête tout en émettant des cris sourds. Le canard adverse peut répondre en adoptant la même attitude. 
Le canard de Barbarie est surtout actif le matin et le soir, moment de la journée où la chaleur est moins ardente dans les régions tropicales d'où il est originaire. L'après-midi est consacré au repos, à l'ombre. 
Le canard de Barbarie vit toujours près de l'eau. Il entretient son plumage par de nombreux toilettages au cours de la journée.

## Reproduction

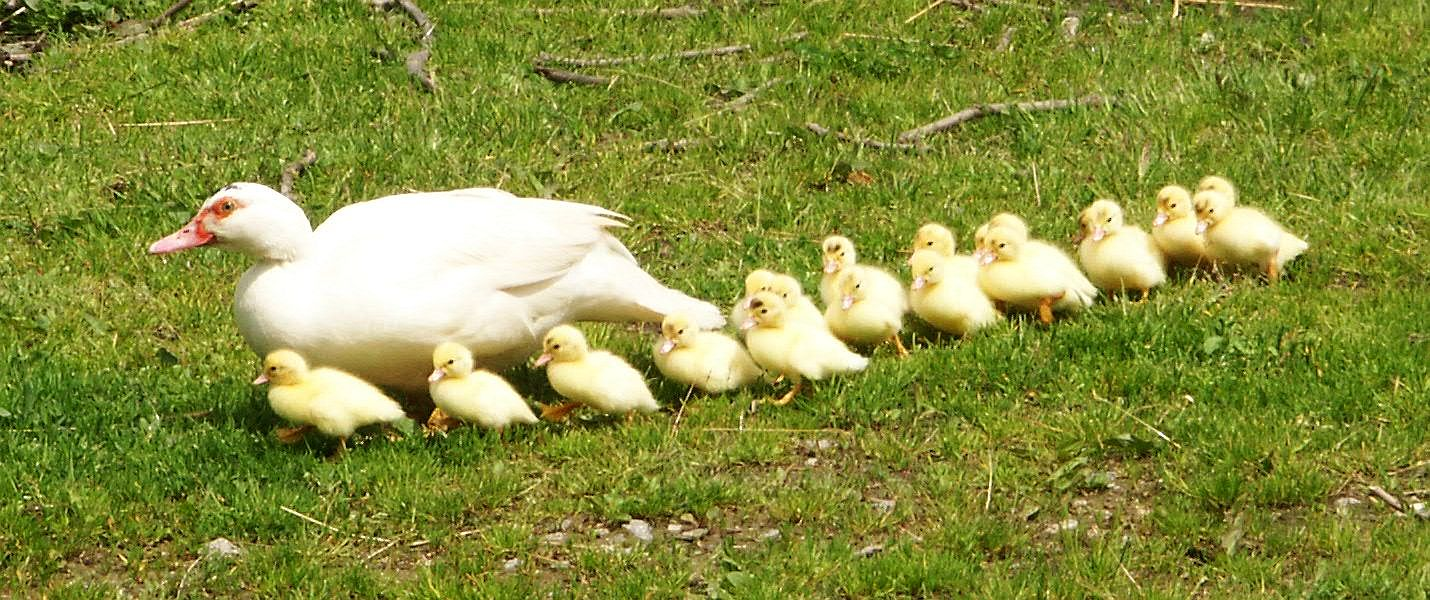
Une femelle et ses canetons

La reproduction commence à l'âge de six mois. La durée d'incubation des œufs est de 36 jours après la ponte du dernier œuf. Durant la couvaison, la femelle quitte son nid seulement 15 minutes par jour environ, temps nécessaire pour subvenir à ses besoins vitaux comme se nourrir, boire et déféquer. Les canetons peuvent mettre jusqu'à 24 heures pour casser leur coquille. Ils suivent leur mère car celle-ci leur prodigue la chaleur corporelle qu'ils n'arrivent pas encore à maintenir tout seuls. Le mâle ne participe pas à l'élevage des canetons bien que certains éleveurs aient remarqué, dans les régions tempérées, que certains mâles pouvaient prendre part au réchauffement nocturne des canetons.

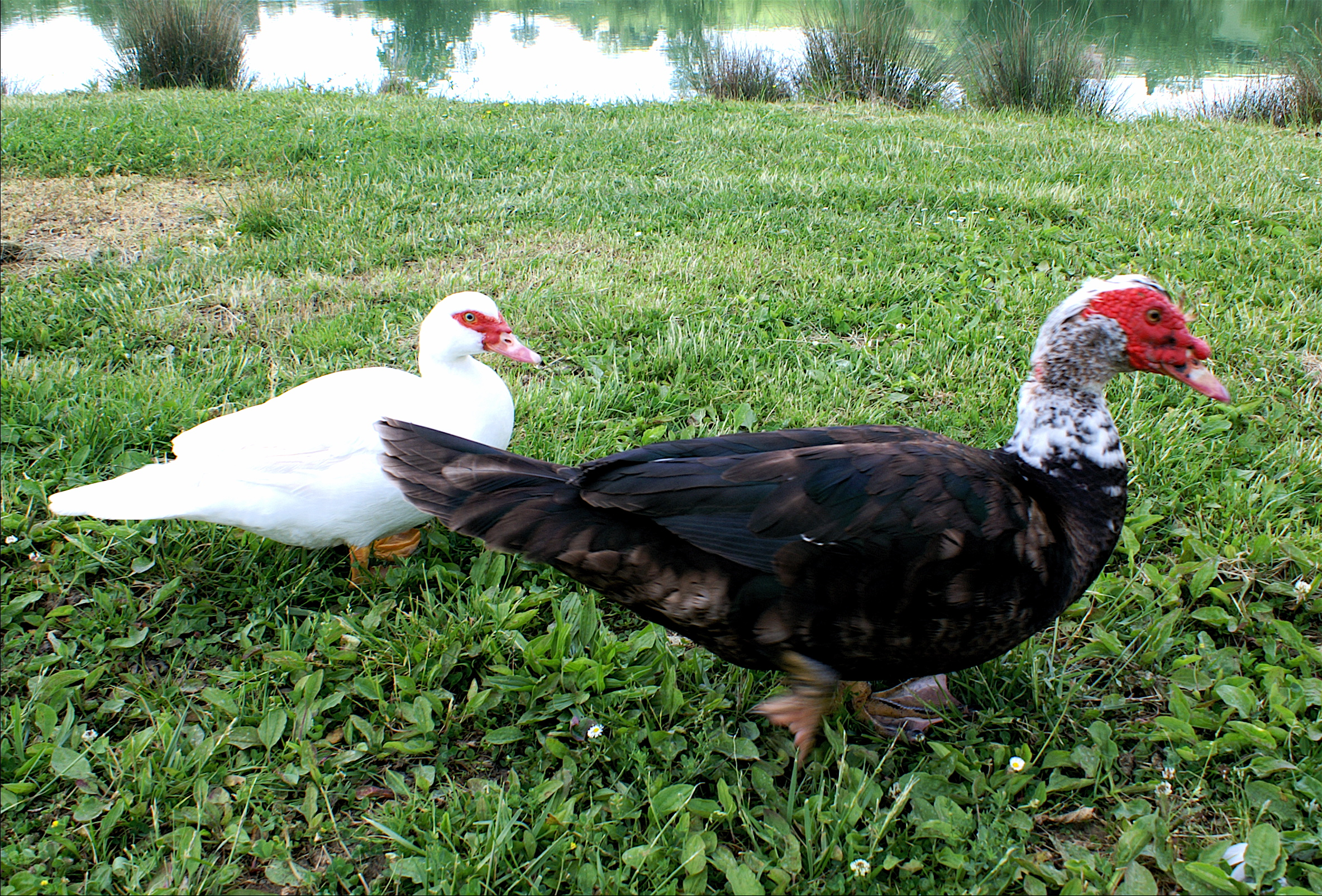
Couple de canards de Barbarie

## Alimentation
Les canards de Barbarie ne sont pas exigeants du point de vue alimentaire : ils peuvent être nourris avec des restes de cuisine ou avec des légumes (verdures...) qu'ils ont la capacité de transformer plus facilement. La verdure doit compléter l'alimentation car les canards sont naturellement herbivores.
L'alimentation est composée de maïs, blé, pois, lombrics, limaces, larves, d'insectes et de tout petits mammifères (souris, taupes), petits poissons (de 10 à 12 cm) et petits reptiles (lézards).
Le caneton qui vient juste d’éclore commence à manger à partir de 6 à 12 h dès qu'il sèche, il doit recevoir de la nourriture dans les 24 heures. Pendant la première semaine, les canetons  reçoivent exclusivement de la nourriture sèche ; la meilleure est celle donnée en forme de granulés d'au plus 3 mm de grosseur. La nourriture sous forme de farine peut aussi être donnée.
L'alimentation doit contenir des protéines animales et végétales, des hydrates de carbone, graisse, sels minéraux, des oligoéléments, des vitamines.
La façon d'ingurgiter les aliments chez les jeunes canetons est assez incommode : la nourriture en forme de farine s'attache facilement au palais et à la langue, obligeant très souvent le jeune canard à se rincer le bec dans l'eau pour boire.

## Domestication

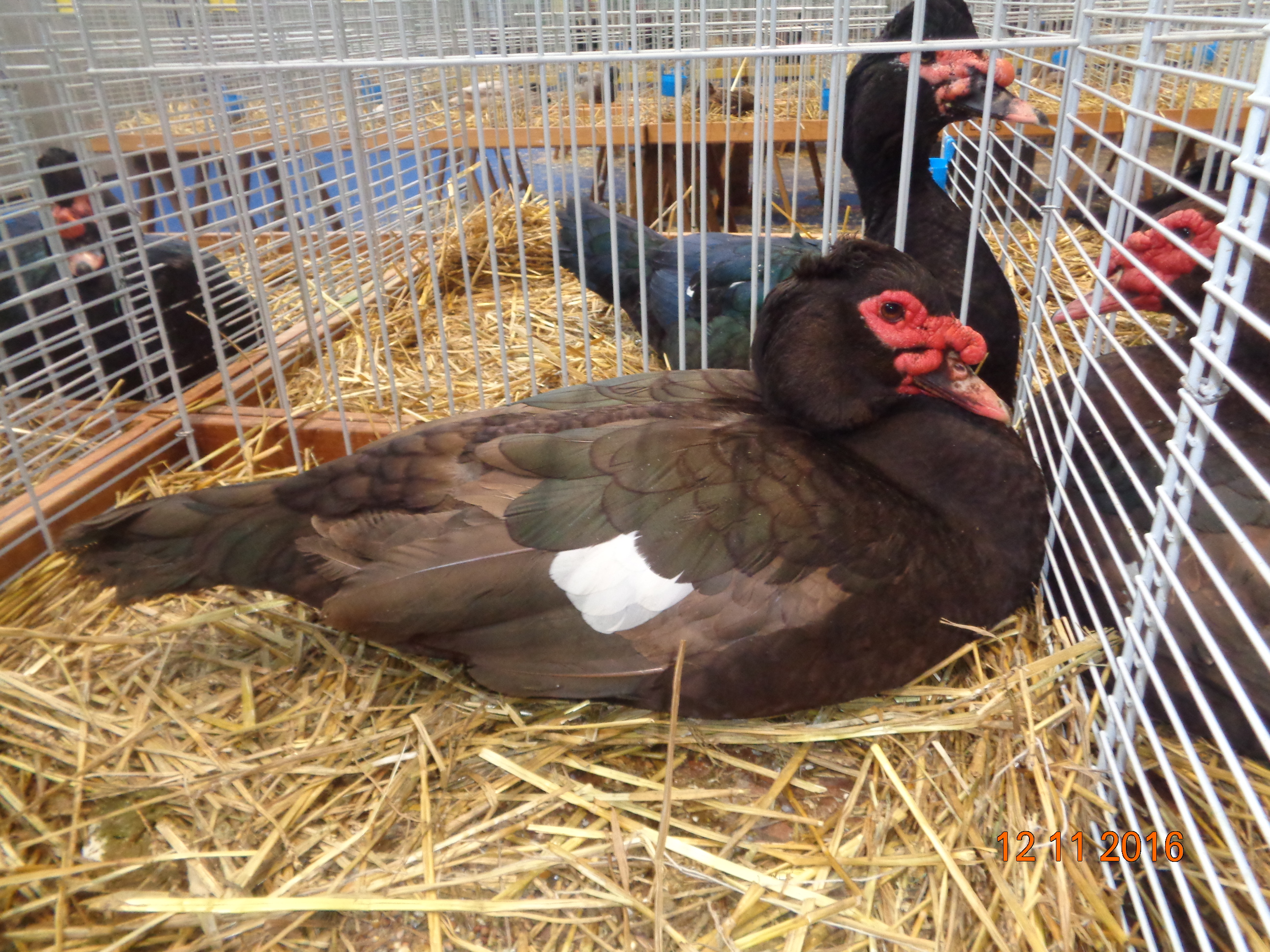
Canard de Barbarie brun.

Il fut domestiqué par les sud-amérindiens puis a été introduit par les Espagnols en Europe au XVIe siècle ; il est présent aujourd'hui dans de nombreuses parties du monde. La domestication du Canard musqué est assez simple.
Le canard de Barbarie est représenté dans les élevages essentiellement par deux variétés :
- noire et blanche ;
- blanche.

mais existe également dans ces variétés :
- noire ;
- bleue ;
- bleue et blanche ;
- rouge (acajou).

## Croisement
Le canard de Barbarie est différent du canard européen, mais il peut se croiser avec lui, donnant un hybride stérile, le mulard.
Le canard de Barbarie et le mulard sont les races les plus aptes au gavage pour obtenir du foie gras. Le « canard du sud-ouest », n'accepte que ces races.

## Élevage
Le canard de Barbarie est abondamment élevé dans le monde. Son prix est généralement compris entre 8 et 36 € l'unité[Quand ?]. Il est généralement éjointé (quelques plumes sont coupées sur une seule aile de façon qu'il soit déséquilibré et ne puisse plus voler). 
Les grands élevages sont soumis à des règles sanitaires et environnementales (vis-à-vis du risque de grippe aviaire et d'autres maladies) et parce qu'il produit des déchets potentiellement nuisibles à l'environnement (26 litres de fientes par canard de Barbarie, soit 4,1 m3/Jour pour 1 000 m2 de bâtiment d'élevage, l'eau de lavage comptant pour 24 % du lisier récolté étant très riche en azote (0,77 %) et phosphore (0,54 %) source d'eutrophisation voire de dystrophisation. Ces effluents peuvent être compostés et/ou méthanisés ou (dans un futur proche, car cette méthode est encore émergente) faire l'objet d'une carbonisation hydrothermale, énergétiquement encore plus efficiente.

## Divers
Le terme Barbarie désigne manifestement une région étrangère et inconnue dans le nom de l’espèce canard de Barbarie. Celui-ci étant d'origine d’Amérique du Sud, il était donc inconnu en Europe avant la découverte de l’Amérique.